# Mahamadou Issoufou

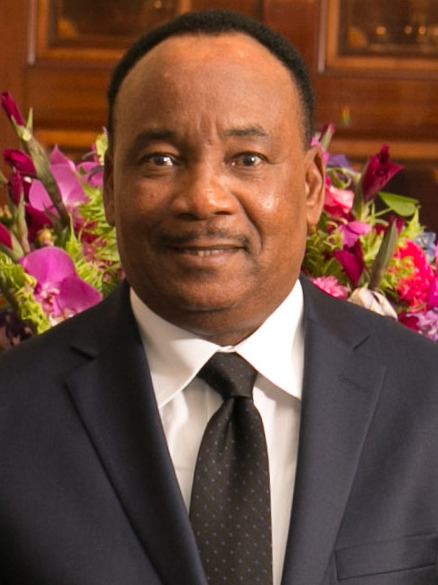
Mahamadou Issoufou (2014)

Mahamadou Issoufou (* 1. Januar 1952 in Dandadji, Illéla) ist ein nigrischer Politiker. Er war 2011 bis 2021 Staatspräsident Nigers.

## Leben
Mahamadou Issoufou gehört der Volksgruppe der Hausa an, die die Mehrheit im Land bilden. Sein Vater war der zehnte traditionelle Ortschef von Dandadji und diente während der Kolonialzeit in den französischen Streitkräften. Er starb 1963, als Mahamadou Issoufou noch ein Kind war.
Issoufou besuchte in der Stadt Illéla bei Dandadji die Grundschule. Danach ging er auf das Collège d'enseignement général von Madaoua, gefolgt von einer Ausbildung am Lycée national in Niamey, die er 1971 mit einem Baccalauréat in Mathematik und Physik abschloss. Anschließend studierte Issoufou am Centre d’enseignement supérieur de Niamey und an der Universität Niamey, an der er 1975 sein Lizenziat in Mathematik erhielt. Für seine Mitgliedschaft bei einer Studierendenorganisation wurde er 1973 verhaftet und für kurze Zeit inhaftiert. Seine weitere Ausbildung absolvierte er in Frankreich. Er machte seinen Master 1976 an der Universität Paris VI und 1979 seinen Ingenieur in Bergbauwesen an der École nationale supérieure des mines de Saint-Étienne.
Nach vierjähriger Tätigkeit für die nigrischen Uranabbau-Gesellschaften SOMAÏR und COMINAK wurde Mahamadou Issoufou 1980 Direktor für Bergbau im nigrischen Ministerium für Industrie und Bergbau. 1985 kehrte er zu SOMAÏR zurück, zunächst als Generalsekretär, danach als Direktor für Uranabbau und schließlich bis 1992 als technischer Direktor.
Als 1990 die Nigrische Partei für Demokratie und Sozialismus entstand, wurde Mahamadou Issoufou zum Generalsekretär des Exekutivkomitees der Partei gewählt und 1991 in diesem Amt bestätigt.
Issoufou kandidierte bei den Präsidentschaftswahlen von 1993 erstmals für das Amt des Staatspräsidenten, unterlag aber bereits im ersten Wahlgang Mamadou Tandja sowie dem späteren Wahlsieger Mahamane Ousmane. Als dieser am 27. März 1993 zum Präsidenten gewählt wurde, wurde er selbst von Ousmane am 17. April 1993 zum Premierminister ernannt. Dieses Amt bekleidete er bis zu seiner Ablösung durch Souley Abdoulaye am 28. September 1994. Während der Präsidentschaft Ousmanes war er zuletzt von 1995 bis 1996 Präsident der Nationalversammlung.
Bei den Präsidentschaftswahlen im Juli 1996 kandidierte er wiederum für das Amt des Staatspräsidenten und unterlag diesmal Ibrahim Baré Maïnassara, der 52 Prozent der Stimmen erhielt und dem man Wahlbetrug vorwarf.
Bei der Präsidentschaftswahl im Oktober 1999 erreichte er die Stichwahl, in der er jedoch mit 40 Prozent der Wählerstimmen im November 1999 Mamadou Tandja ebenso unterlag wie bei der nächsten Präsidentschaftswahl im November und Dezember 2004. Nachdem er bereits die erste Runde der Präsidentschaftswahlen im Jahr 2011 klar gewonnen hatte, setzte er sich in der Stichwahl am 14. März 2011 mit knapp 58 Prozent der Stimmen gegen seinen Gegenkandidaten, den ehemaligen Ministerpräsidenten Seini Oumarou, durch und trat sein Amt am 6. April 2011 an. Bei den Präsidentschaftswahlen am 20. März 2016 wurde er mit 92 Prozent der Stimmen wiedergewählt, allerdings hatten Teile der Opposition die Wahlen boykottiert.
Zu den Präsidentschaftswahlen am 21. Februar 2021 durfte Issoufou gemäß der Verfassung, die nur zwei Amtszeiten vorsieht, nicht mehr antreten. Sein Parteifreund Mohamed Bazoum gewann die Wahlen und wurde am 2. April 2021 als sein Nachfolger vereidigt.
2020 wurde Issoufou der mit 5 Millionen US-Dollar dotierte Ibrahim-Preis verliehen. Mit dem Preis werden ehemalige afrikanische Staatschefs für ihre Leistungen gewürdigt. Horst Köhler war Mitglied der Jury. Es wurde unter anderem gewürdigt, dass sich Issoufou erfolgreich für die erste friedliche und verfassungskonforme Machtübergabe seit der Unabhängigkeit Nigers eingesetzt hatte.
Issoufous älteste Tochter ist die Architektin Mariam Kamara. Ein Sohn ist der Politiker Mahamane Sani Mahamadou.

## Ehrungen
- Großkreuz des Nationalordens Nigers (2011)
- Ibrahim Prize for Achievement in African Leadership (2020)[9][10]